# Tina Dico

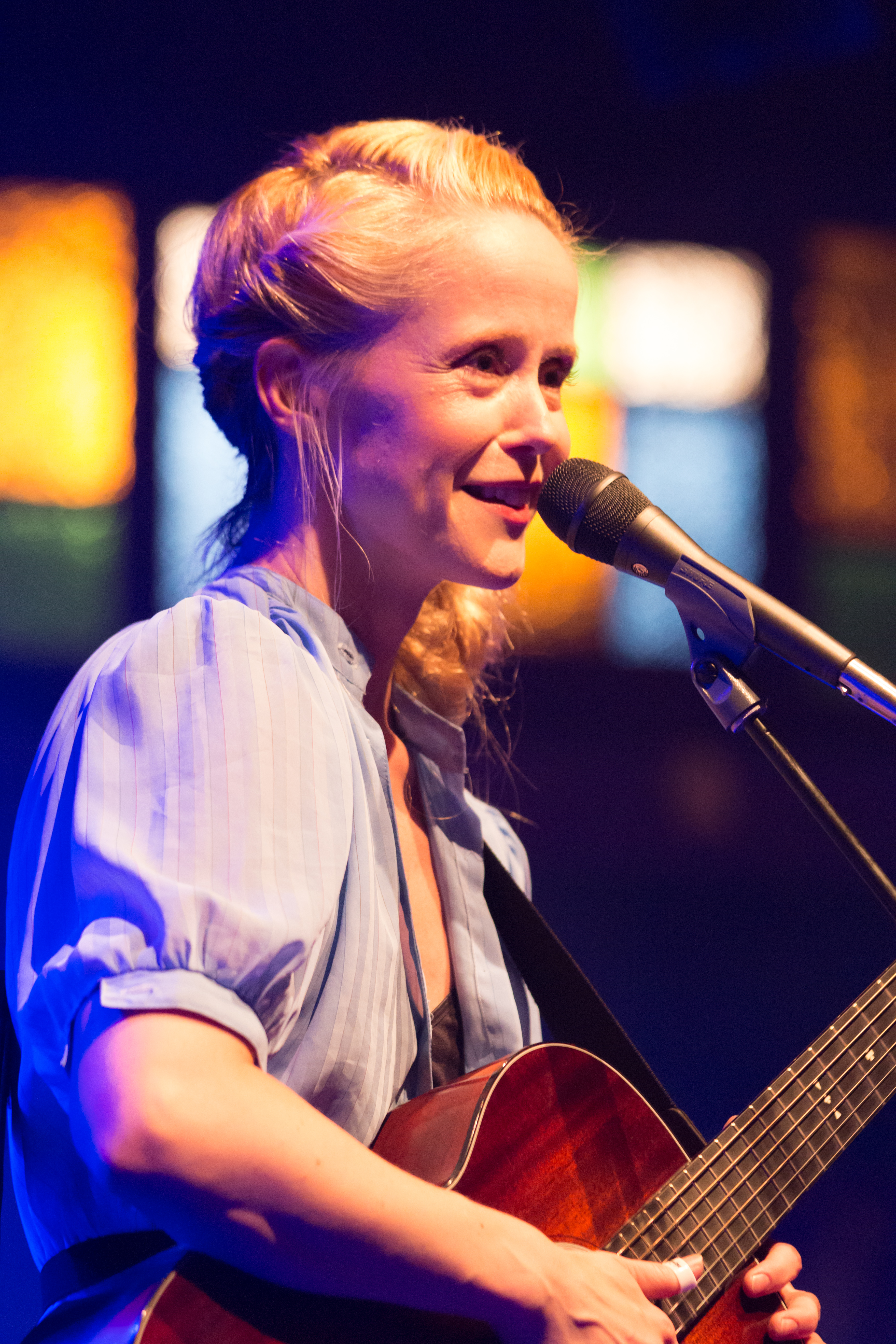
Zelt-Musik-Festival em 2015 Freiburg, Alemanha

Tina Dico (nascida Tina Dickow em 14 de outubro de 1977) é uma cantora e compositora inspirada por artistas como Bob Dylan e Leonard Cohen.
Em sua terral natal (Dinamarca), ganhou o Steppeulv e o Danish Music Awards em 2004 pelo seu álbum Notes, e o prêmio de melhor cantora no Danish Music Awards 2006. Tina Dico é conhecida também pela sua colaboração com o grupo inglês Zero 7, no álbum When It Falls.

## Biografia
Tina Dico nasceu em Aabyhøj, perto de Aarhus, Dinamarca. Ainda nova, foi introduzida ao mundo da música pelo seu pai, dono de um grande equipamento de som hi-fi no porão da casa.
Após o ensino fundamental, atendeu a uma escolha de música e só depois começou o ensino médio. Música era sua paixão e nos primeiros anos ela era integrante da banda cover Fester Kester.
Em 1997 enquanto fazia seu terceiro ano no ensino médio, Tina Dico fez parte do elenco da série Karrusel, onde contracenou com Peter Steen e Michael Falch. Depois foi chamada para vários trabalhos em TV, mas recusou a todos por não ter gostado do título e da imagem passada na série Karrusel.
Enquanto usa seu nome verdadeiro Tina Dickow na Dinamarca, no cenário internacional ela usa o sobrenome Dico para evitar problemas com a pronúncia principalmente na língua inglesa.

## Discografia
- Fuel (2001)
- Notes (2003)
- Far (EP, 2004)
- In the Red (2006)
- Count To Ten (2007)
- A Beginning, A Detour, An Open Ending (2008)